# Стшельце-Ґурне
Стшельце-Ґурне (пол. Strzelce Górne, нім. Ober Strelitz) — село в Польщі, у гміні Добрч Бидґозького повіту Куявсько-Поморського воєводства.
Населення — 621 особа (2011).
У 1975-1998 роках село належало до Бидгощського воєводства.

## Демографія
Демографічна структура станом на 31 березня 2011 року:
|          | Загалом | Допрацездатний вік | Працездатний вік | Постпрацездатний вік |
| -------- | ------- | ------------------ | ---------------- | -------------------- |
| Чоловіки | 326     | 90                 | 216              | 20                   |
| Жінки    | 295     | 79                 | 180              | 36                   |
| Разом    | 621     | 169                | 396              | 56                   |